# ゲイリー・ストレッチ
ゲイリー・ストレッチ（Gary Stretch、1965年11月4日 - ）は、イギリスのボクサー、俳優。

## 出演作品
- ロスト・ワールド2013
- ヴェンジェンス　復讐の舞曲
- 野蛮なやつら／SAVAGES
- メガ・シャークVSクロコザウルス（ナイジェル・パットナム）
- シューター：狙撃手
- 陰謀の戦艦
- アフガンナイツ
- ソードキング
- アレキサンダー
- ハラスメント　調教契約
- デッド・コネクション